# Oseliërs

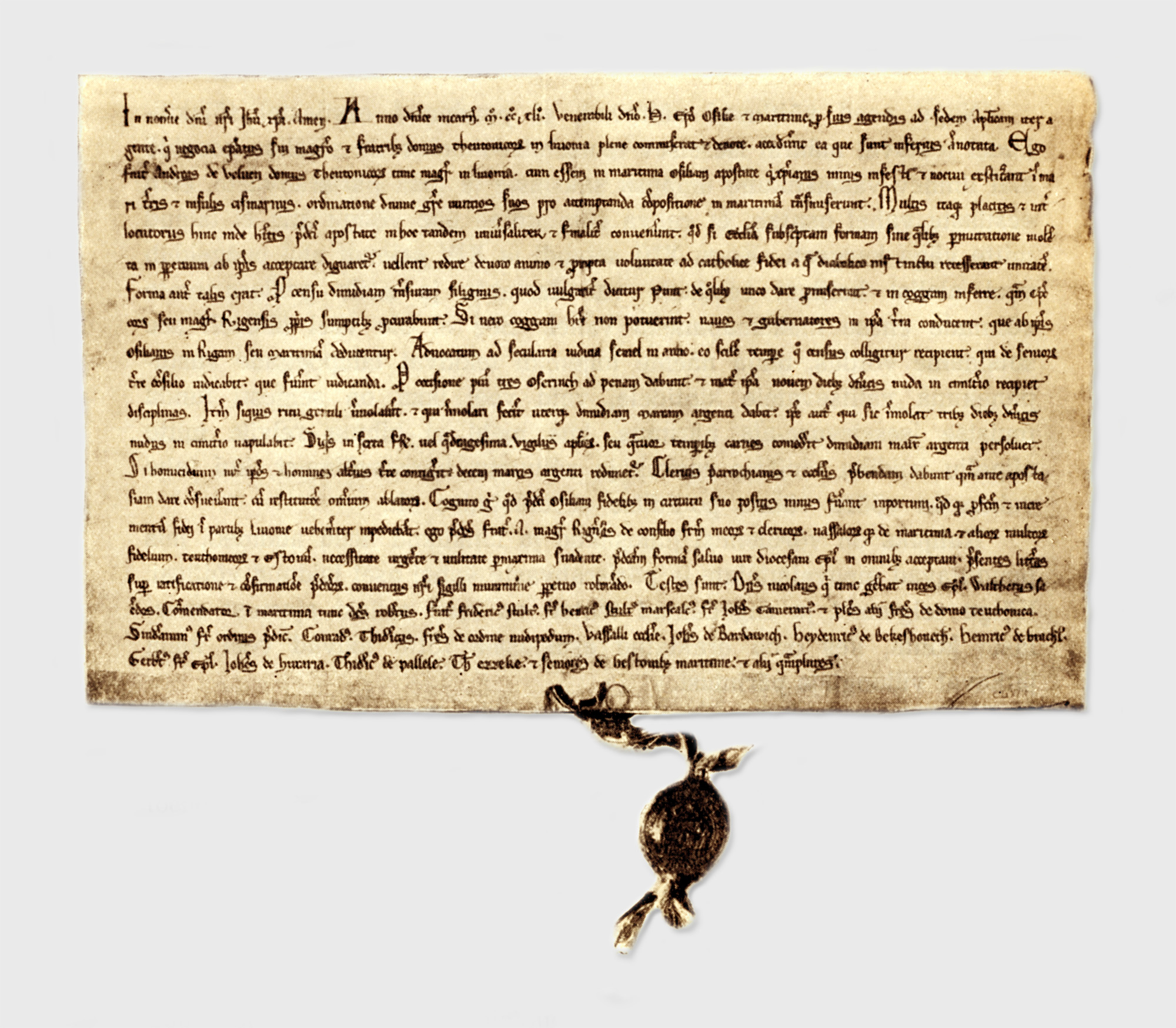
Verdrag uit 1241 tussen de Oseliërs, de Lijflandse Orde en het Prinsbisdom Ösel-Wiek

De Oseliërs of  Oeselianen waren een volk dat tijdens de Noordelijke Kruistochten op het Estse eiland Saaremaa woonde. Volgens de Kroniek van Hendrik van Lijfland behoorden de Oseliërs tot de inwoners van Saaremaa in de 13e eeuw, waar ze een opmerkelijke rol speelden in de conflicten en gebeurtenissen van die tijd. In 1206 ondervond het Deense leger onder leiding van koning Waldemar II weerstand bij hun poging om een vesting te vestigen op Saaremaa. Dit was slechts het begin van een reeks gebeurtenissen waarin de Oseliërs betrokken waren bij conflicten met de Denen, Zweden en de Lijflandse Orde.
De Oseliërs verdedigden hun eiland met succes tegen invasies, waarbij ze gebruikmaakten van hun kennis van zeenavigatie en hun vaardigheden in maritieme oorlogsvoering. Ze maakten gebruik van verschillende soorten schepen, waaronder de piratica voor oorlogsdoeleinden en de liburna als handelsschip. De cultuur van de Oseliërs weerspiegelde zich ook in hun religieuze overtuigingen. De kronieken vermelden Tharapita als hun oppergod, en de Oseliërs gebruikten een Finse uitdrukking, "Laula! Laula! Pappi!" (Zing! Zing! Priester!), tijdens een confrontatie met een gevangen christelijke missionaris, wat de suggestie wekt van een Finse taalverbinding.
De Oseliërs accepteerden formeel het christendom na verschillende conflicten en verdragen met de Lijflandse Orde in de 13e eeuw. Deze overgang werd gemarkeerd door verdragen die unieke clausules bevatten met betrekking tot eigendom, erfelijkheid en religieuze praktijken. Ondanks perioden van vrede en acceptatie van het christendom, bleven de Oseliërs betrokken bij latere conflicten, zoals de Opstand van de Sint-Jorisnacht in 1343.